# 위 스타트 운동
위스타트 운동(영어: We Start)은 우리(We) 모두가 나서 빈곤가정 아동들의 공정한 삶의 출발(Start)을 도움으로써 가난의 대물림을 끊어주자는 시민운동이다. 2004년 3월 빈곤 아동의 절박한 삶을 비춘 중앙일보 탐사기획 ‘가난에 갇힌 아이들’의 연재로 아동 빈곤 문제가 사회적 이슈로 부각되면서, 2004년 5월 각계의 동참 속에 위스타트가 출범했다.
위스타트는 출범 이후, 취약계층 아동을 보호하기 위해서는 위기상황에 대한 대응은 물론 사전 예방적 통합 서비스가 시행되어야 한다는 인식 하에 ‘마을 만들기’ 사업을 핵심으로 한국형 스타트(start) 사업을 개발하여 시범마을을 운영한다. 위스타트 마을에선 아동, 가족, 지역사회가 중심이 되어, 아동에 대한 개인 맞춤형 통합사례관리를 통해 복지, 교육, 건강 세 측면의 서비스를 체계적으로 지원해 왔다. 이는 빈곤가정 아동 보호를 위한 공공부문의 사전 예방적 통합 서비스에 관한 국가정책을 낳는 동인이 되었다. 마을 지원 사업이 정착된 후엔 다문화, 청소년 사업으로 위스타트 모델을 확대하였으며, 위스타트 출범 10주년을 맞은 2014년엔 사명을 위스타트 운동본부에서 사단법인 위스타트로 변경하였다. 2015년부터는 아동청소년의 정서적 지원을 위해 인성프로그램을 개발하여 다솜, 평택, 해밀, 용인, 대전의 5개 인성센터와 10개의 협력 지역아동센터에서 인성교육을 진행하고 있다.

## 연혁
- 2004년 – 위스타트 운동본부 발족
- 2006년 – 위스타트 마을 전국 확대
- 2007년 – 위스타트 모델 국가 정책으로 채택
- 2010년 – 다문화 사업으로 확대: 글로벌아동센터 개소
- 2011년 – 청소년 사업으로 확대: 청소년 대상 사례관리 기관 개소
- 2014년 – 사단법인 위스타트로 사명 변경
- 2015년 – 위스타트 인성프로그램 개발 및 인성센터 개소
- 2017년 – 위스타트 인성프로그램 전국 확대

## 사업장 현황
- 위스타트 지역아동센터
- 고양시-KB국민은행 배움누리
- 강진 글로벌아동센터
- 위스타트 삼척시청소년상담복지센터
- 삼척시SOS통통센터
- 위스타트 다솜인성센터
- 위스타트 평택인성센터
- 위스타트 해밀인성센터
- 위스타트 용인인성센터
- 위스타트 대전인성센터